# Max Ward
Max Ward také Hirax Max (* 1973 Kalifornii) je americký bubeník a zpěvák. Žanrově se pohybuje ve stylu powerviolence a thrashcore. Hraje v několika hudebních skupinách jako je Plutocracy, Spazz, Capitalist Casualties, Scholastic Deth, Charm, What Happens Next?. Je zakladatelem hudebního vydavatelství 625Thrashcore Productions orientující se především na hudební styly thrash metal, hardcore, powerviolence. V současné době působí jako asistent profesora historie na Middlebury College.